# Alèthe à huppe rousse
Alethe diademata
Espèce
Statut de conservation UICN

LC : Préoccupation mineure
L'Alèthe à huppe rousse (Alethe diademata) est une espèce d'oiseau de la famille des Muscicapidae.
Son aire s'étend à travers les forêts humides guinéennes et la Guinée-Bissau.